# Чайковский, Франц
Франц Чайковский (пол. Franc Czajkowski; 1742—1820) — польский историк.
Родился близ Львова. Учился в школах Лемберга, вступил в орден иезуитов. Посвятил себя, в частности, изучению математики.
Служил ксендзом. После роспуска ордена иезуитов и секуляризации служил  в качестве секретаря у примаса М. Понятовскомого, использовался для различных служб в Плоцкой епархии и Гнезненском архиепископстве. Обладая прекрасным знанием практической геометрии, провёл геометрические измерения на многих участках и, таким образом, урегулировал многие пограничные споры к полному удовлетворению противоборствующих сторон. По просьбе церковных властей опубликовал выполненные им изображения всех церквей и их окрестностей в Плоцкской, Краковской, Хелм-Люблинской, Варшавской и Гнесианской епархиях.
Занимался изучением истории ранних славян, в том числе, поляков, зарождения христианского монашества, скитов. Член Королевского общества друзей науки в Варшаве.
Автор трудов: «Badania historiczno-geographiczne о narodzie Skityjskiem»; «Pierwsza epoka narodu Słowiańskiego, czyli pierwsze wkroczenie Scytów do Europy»; «О ludach pierwiastkowych, z których się utworzył naród słowiański i polski» (1803).